# Ота Гофман
Ота Гофман (чеськ. Ota Hofman, 10 квітня 1928, Прага — 17 травня 1989, Прага) — чеський письменник-фантаст та кіносценарист. Він відомий також як автор низки книг для дітей і молоді. Серед фільмів, до яких він написав кіносценарії, найвідомішими є телесеріал «Пан Тау» і науково-фантастичний фільм «Одіссей і зірки».

## Біографія
Ота Гофман народився у Празі. Дитинство він провів у рідному місті на Жижкові, а також у місцевості Богдашин у передгір'ї Крконошів. Після закінчення школи він навчався в академії торгівлі (його батько був мандрівним торговцем), яку закінчив у 1948 році. Свої перші літературні твори Ота Гофман опублікував ще в 1945 році в журналі «Středoškolák», до якого дописував протягом кількох років. Після закінчення академії торгівлі він ще рік вивчав право, а далі закінчив кінематографічний факультет Празької академії виконавських мистецтв, де вивчав сценарне мистецтво і драматургію. Після закінчення академії виконавських мистецтв Ота Гофман розпочав працювати в кіномистецтві, спочатку сценаристом на кіностудії «Баррандов», а пізніше кіносценаристом у відділі фільмів для дітей і молоді. Багато фільмів Оти Гофмана стали популярними в інших країнах, особливо телесеріал «Пан Тау». Книги Оти Гофмана перекладені 15 мовами. У своїй кінематографічній творчості він найбільше співпрацював із режисером Індржихом Полаком. Ота Гофман є автором сценарію до близько 30 фільмів та кількох телесеріалів. Низка фільмів за його участю отримали нагороди на міжнародних кінофестивалях. Під псевдонімом «Ота Дворський» опубліковані дві його книги у детективному жанрі. З 1988 року Ота Гофман був головою чехословацької національної секції Міжнародної ради з дитячої та юнацької книги.

## Особисте життя
Ота Гофман був одружений з 1950 року(дружину звали Ірена), у подружжя була дочка Ірена і син Отто.

## Почесні звання
у 1979 році Ота Гофман удостоєний звання Заслуженого артиста Чехословаччини У 1989 році він був удостоєний звання Народного артиста Чехословаччини. у 1978 році Оті Гофману було присвоєне звання почесного громадянина міста Остров. У 2004 році під час святкування 650-річчя міста Костельні Лгота йому було посмертно присвоєне звання почесного громадянина цього міста, в якому він часто бував у дитинстві, та навіть деякий час ходив у ньому до школи.

## Творчість

### Кіносценарії
- Яструб проти Грдлічки (чеськ. Jestřáb kontra Hrdlička, 1952)
- Пунтя і чотирилисник (чеськ. Punťa a čtyřlístek, 1952)
- Подорож Гонзика (чеськ. Honzíkova cesta, 1946)
- Матуш (чеськ. Matůš)
- Співаюча пудрениця (чеськ. Zpívající pudřenka, 1960)
- Казка про старі трамваї (чеськ. Pohádka o staré tramvaji, 1962)
- Анічка йде до школи (чеськ. Anička jde do školy, 1962)
- Одіссей і зірки (чеськ. Odysseus a hvězdy, 1976)

### Сценарії телесеріарів
- Пан Тау (чеськ. Pan Tau, 1966—1988)
- Відвідувачі (чеськ. Návštěvníci, 1983—1984, 15-серійний науково-фантастичний телесеріал)
- Восьминіг з III поверху (чеськ. Chobotnice z II. patra, 1986)

### Літературні твори

#### Казки
- Казка про старі трамваї (чеськ. Pohádka o staré tramvaji, 1961)
- Клоун Фердинанд і ракета (чеськ. Klaun Ferdinand a raketa, 1965)
- Час синіх слонів (чеськ. Hodina modrých slonů, 1969)
- Пан Тау і тисяча чудес (чеськ. Pan Tau a tisíc zázraků, 1974)
- Люсі, пострах вулиці (чеськ. Lucie, postrach ulice, 1980)

### Фантастика
- Одіссей і зірки (чеськ. Odysseus a hvězdy, 1976)
- Четвертий вимір (чеськ. Čtvrtý rozměr, 1970)

### Інші твори
- Кролики у високій траві чеськ. Králíci ve vysoké trávě, 1962
- Утеча (чеськ. Útěk, 1966)
- Подорож на планету Мікімаус (чеськ. Cesta na planetu Mikymaus, 1969)
- Червоний сарай (чеськ. Červená kůlna, 1974)